# Saleh Rateb
Saleh Rateb (arab. براء سامي موسى مرعي; ur. 18 grudnia 1994 w Ammanie) – jordański piłkarz grający na pozycji pomocnika. Jest wychowankiem klubu Al-Wehdat Amman. Występuje też w reprezentacji Jordanii, z którą zdobył srebrny medal Pucharu Azji 2023.

## Kariera piłkarska
Swoją karierę piłkarską Rateb rozpoczął w klubie Al-Wehdat Amman, w którym w 2012 roku zadebiutował w pierwszej lidze jordańskiej. W debiutanckim sezonie wywalczył z nim wicemistrzostwo kraju. W sezonie 2013/2014 sięgnął z Al-Wehdat po dublet - mistrzostwo i Puchar Jordanii. W sezonach 2014/2015 i 2015/2016 także zostawał mistrzem kraju. Wiosną 2017 był wypożyczony do kuwejckiego Al Salmiya. Po powrocie wywalczył z Al-Wehdat mistrzostwo w sezonie 2017/2018.

## Kariera reprezentacyjna
W reprezentacji Jordanii Rateb zadebiutował 14 listopada 2014 w przegranym 0:1 towarzyskim meczu z Koreą Południową. W 2015 roku został powołany do kadry na Puchar Azji 2015, a w 2019 na Puchar Azji 2019. Zagrał także na Pucharze Azji 2023, gdzie zajął wraz z drużyną II miejsce.